# رفيتال سويد
رفيتال سويد (بالعبرية: רויטל סויד؛ ولدت 17 أغسطس 1967) سياسية إسرائيلية ومحامية في الدفاع الجنائي، عضوة سابقة في البرلمان الإسرائيلي عن حزب العمل.